# Solarflugzeug
Solarflugzeuge werden elektrisch über Solarzellen und Elektromotoren angetrieben und gehören damit zu den Elektroflugzeugen. Da sie ihre Energie ausschließlich durch die Sonneneinstrahlung beziehen, benötigen sie keinen fossilen Treibstoff und verursachen somit im Betrieb keine Emissionen (Schadstoffausstoß). Solarflugzeuge sind besonders effektiv in großen Höhen, wo die Sonneneinstrahlung weniger durch die Erdatmosphäre gedämpft wird und keine Abschattung durch Wolken möglich ist. Zur Überbrückung von sonnenarmen Zeiten benötigen Solarflugzeuge Batterien oder Akkumulatoren.
Das erste Solarflugzeug, die Sunrise-I, hob 1974 in Kalifornien ab.

## Einsatzmöglichkeiten
In der Zukunft sind mehrere Aufgabengebiete vorstellbar. So sollen unbemannte solargetriebene Flugzeuge u. a. im Langzeiteinsatz als Kommunikationsplattform, zur Grenzüberwachung, als Überwachungs- und Unterstützungsflugzeug bei Waldbränden und zum Precision Farming eingesetzt werden.
Abhängig von der Haltbarkeit der Systemkomponenten und der Solareinstrahlung am Einsatzort können Solarflugzeuge Monate bis Jahre ununterbrochen eingesetzt werden, und zugleich in großen Höhen oberhalb der Dienstgipfelhöhe herkömmlicher Flugzeuge operieren. Damit könnten sie als eine günstigere Ergänzung für in niedrigerer Höhe stationierte Satelliten fungieren. Im Gegensatz zu Satelliten sind Solarflugzeuge frei verlegbar und nicht auf eine bestimmte Umlaufbahn beschränkt. Der Bau solarbetriebener Großraumflugzeuge gilt jedoch selbst bei Verfügbarkeit extrem leistungsfähiger Solarzellen als unwahrscheinlich, da auf solchen Flugzeugen nicht genug Fläche für ausreichend Solarzellen verfügbar ist.

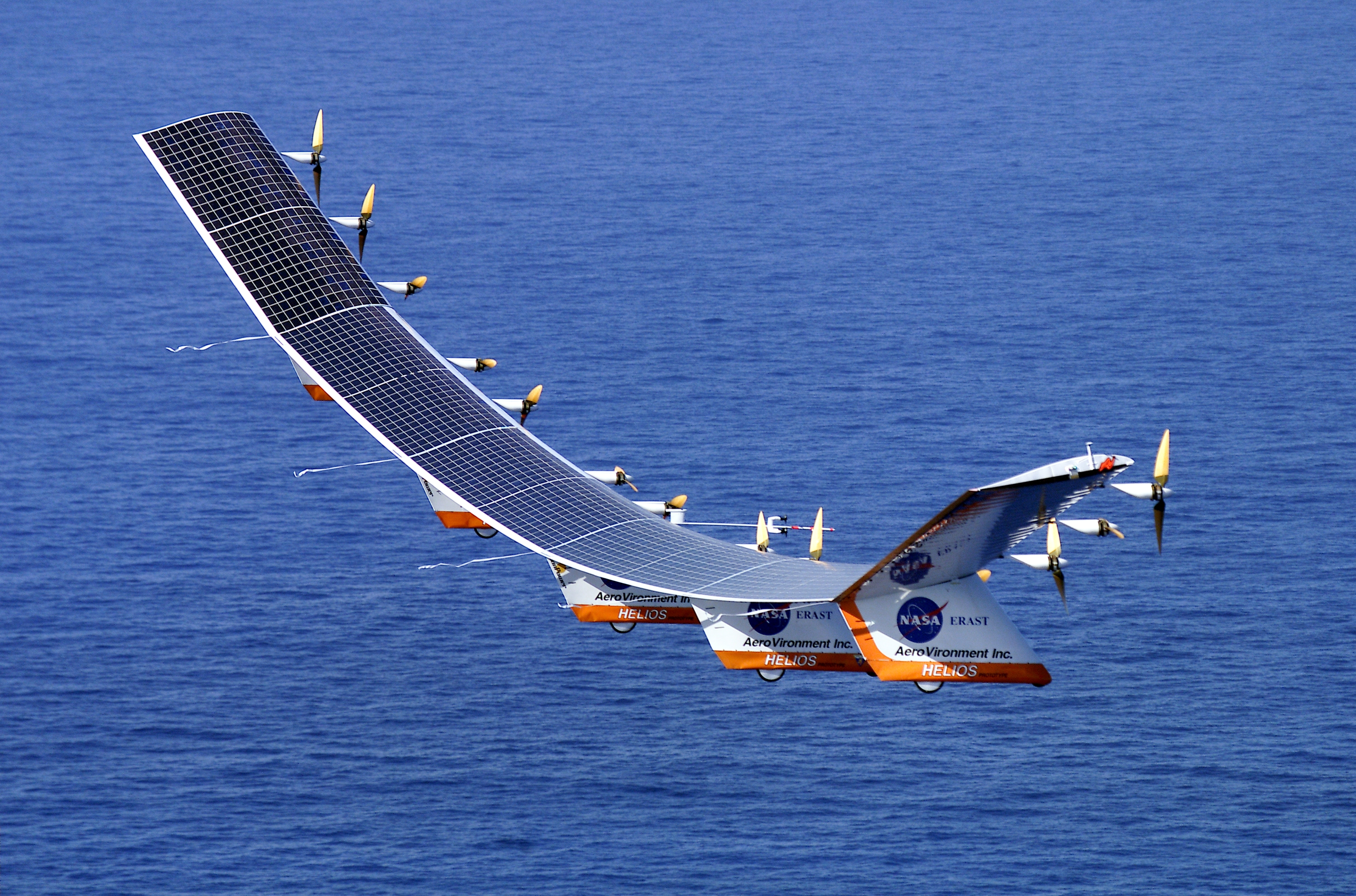
Solarflugzeug Helios

## Beispiele

### Gossamer Penguin

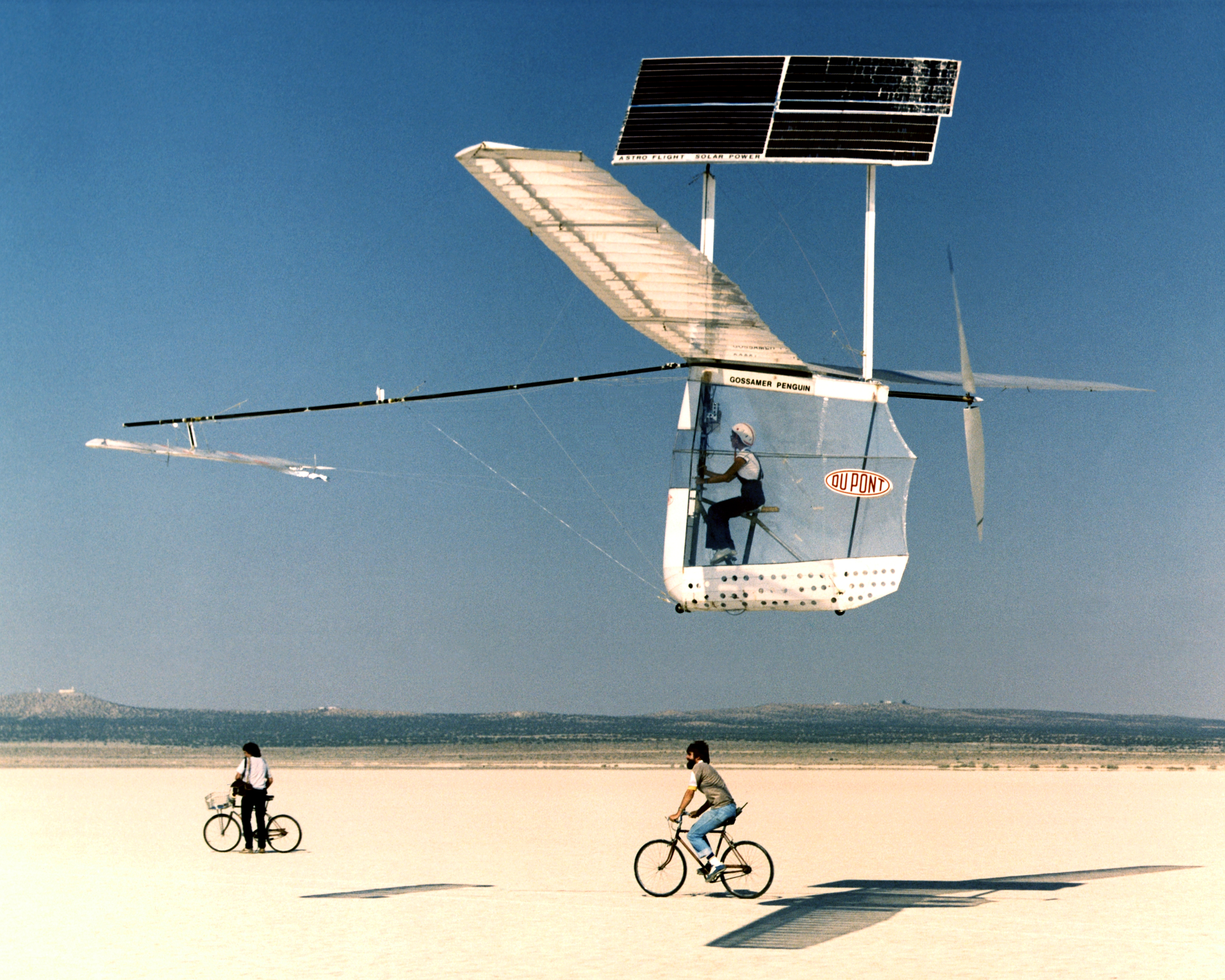
Gossamer Penguin

Die Gossamer Penguin basierte auf dem muskelkraftbetriebenen Flugzeug Gossamer Albatross. Der Erstflug erfolgte am 7. April 1980. Der solarbetriebene Erstflug folgte am 18. Mai 1980.

### Solar Challenger
Der Solar Challenger war ein Solarflugzeug von Paul MacCreadys Firma AeroVironment, der als ein verbesserter Nachfolger des Gossamer Penguin gebaut wurde. Das rein photovoltaisch antriebene Flugzeuge hatte einen Erstflug am 6. November 1980. Am 7. Juli 1981 flog es Steve Ptacek von Corneille-en-Verin bei Paris bis zur Luftwaffenbasis RAF Manston in England bei einem 262 Kilometer langen Rekordflug und überquerte dabei den Ärmelkanal.

### Icaré II

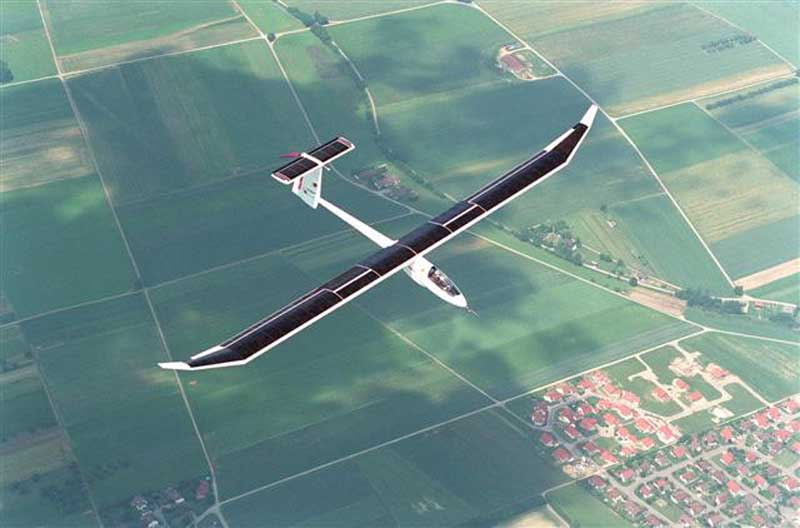
Icaré II

Icaré II ist ein deutsches Solarflugzeugprojekt der Universität Stuttgart aus dem Jahr 1996, am 7. Juli 1996 hat Icaré den Berblinger-Wettbewerb der Stadt Ulm gewonnen.

### Pathfinder (Plus) – Centurion – Helios

#### Pathfinder

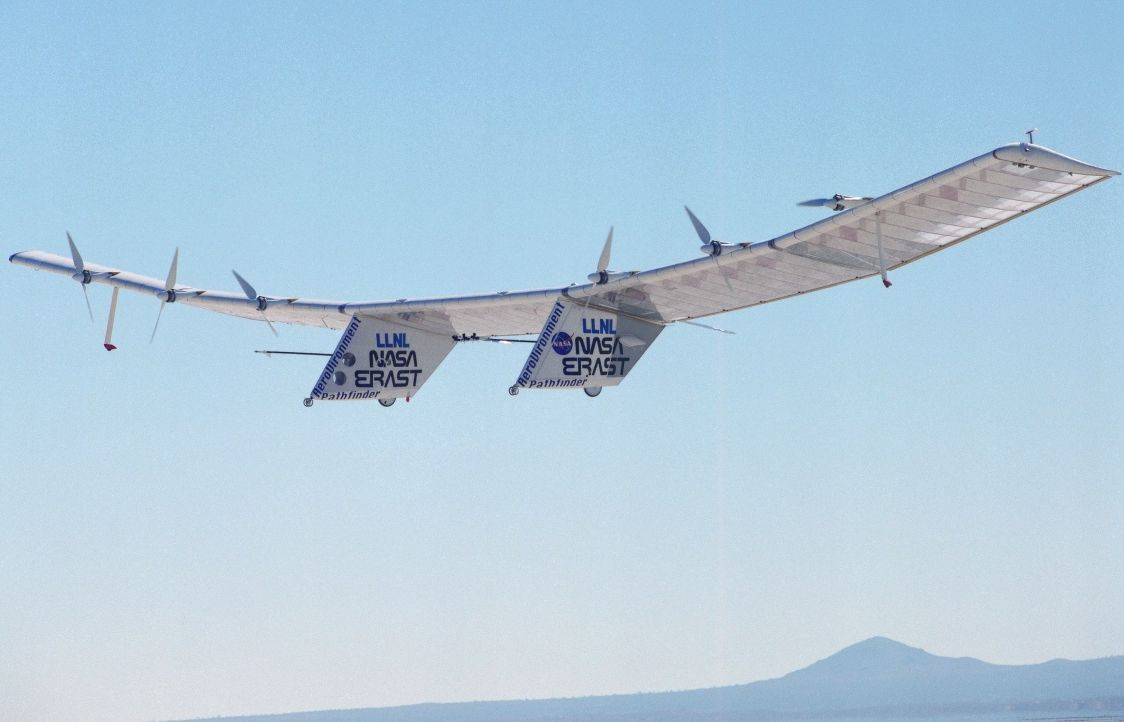
Pathfinder

Pathfinder wurde zu Beginn der 1980er-Jahre für ein Geheimprogramm in den USA entwickelt. Nach einigen Flügen stellte man fest, dass die Technik für tagelange solarbetriebene Flüge noch nicht geeignet war. Daraufhin wurde Pathfinder eingemottet. 1993 wurde es von der Ballistic Missile Defence Organization wieder flugbereit gemacht und 1994 der NASA für ihr ERAST-Programm (Environmental Research Aircraft and Sensor Technology) überstellt, das die Entwicklung unbemannter Fluggeräte zum Ziel hatte.
Am 11. September 1995 wurde ein erster Weltrekord für solarbetriebene Flugzeuge aufgestellt, als in einem 12-stündigen Flug eine Höhe von 15.240 m (50.000 ft) erreicht wurde. Am 7. Juli 1997 wurde dieser Rekord auf 21.802 m (71.530 ft) erhöht. Das war der Weltrekord für propellerbetriebene Flugzeuge und Solarflugzeuge. 1998 entstand aus Pathfinder der Pathfinder Plus.
Technische Daten:
- Spannweite: 29,5 m
- Länge: 3,6 m
- Masse: 252 kg
- Nutzlast: 45 kg

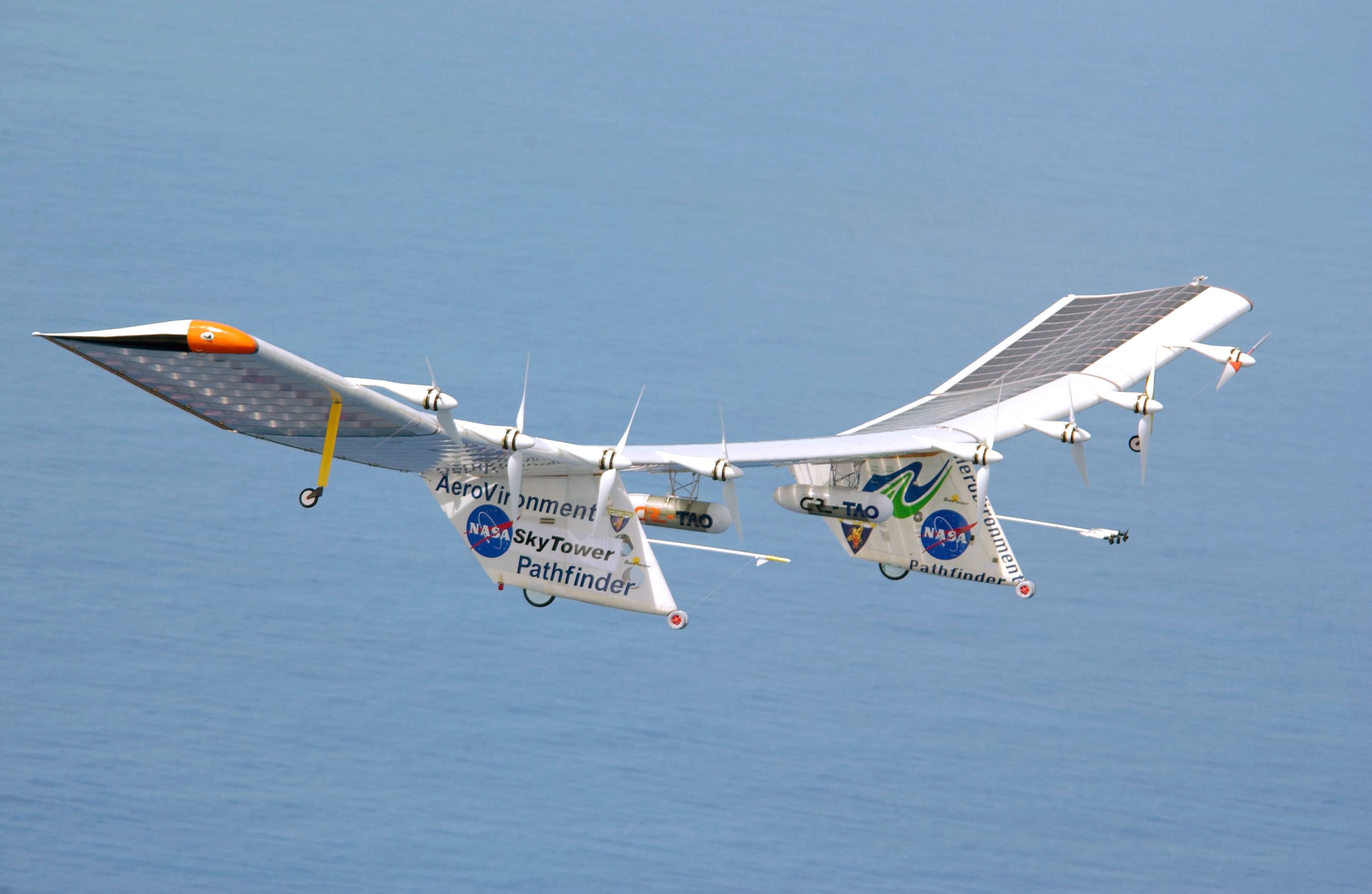
Pathfinder Plus

- Geschwindigkeit: etwa 27–32 km/h (17–20 mph)
- Nennleistung der Solarzellen: 7,5 kW
- Antrieb: 6 Elektromotoren mit je maximal 1,5 kW
- Hersteller: AeroVironment, Inc., Monrovia (Kalifornien)

#### Centurion
Centurion stellt eine Weiterentwicklung des Pathfinder Plus dar.
- Spannweite: 62,8 m (206 ft)
- 14 Elektromotoren
- Solarzellen mit einer Leistung von bis zu 31 kW
- Geschwindigkeit: ca. 27–33 km/h (15–18 kn)
- Baubeginn: 10. Februar 1997
- Erstflug: 10. November 1998

Ab Januar 1999 wurde das Flugzeug zum Helios-Prototypen umgebaut.

#### Helios

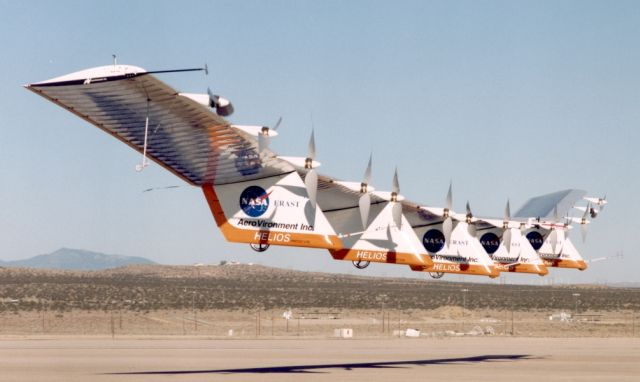
Helios

Benannt nach dem gleichnamigen Sonnengott der griechischen Mythologie, war Helios ein von der NASA und der kalifornischen Firma AeroVironment entwickeltes unbemanntes Leichtflugzeug. Mit diesem Fluggerät gelang es am 14. August 2001 über Hawaii, den Höhenweltrekord für nichtraketengetriebene Flugzeuge zu brechen. Mit einer erreichten Höhe von 29.524 Metern im Horizontalflug wurde der fast 25 Jahre alte Rekord von 25.929 Metern eines SR-71-Blackbird-Spionageflugzeuges übertroffen. Diese Art von Fluggerät soll eine Alternative zu Satelliten darstellen oder auch für Forschungsaufgaben in sehr großen Höhen eingesetzt werden.
Die ersten Testflüge fanden im September 1999 mit Batteriebetrieb statt. Der spätere Rekordflug nutzte ausschließlich Sonnenenergie, was die Spanne in den Gewichtsangaben erklärt. Der Aufstieg dauerte etwa sechs Stunden.
Das 580 kg schwere Fluggerät wurde von 14 Elektromotoren angetrieben. Die Spannweite betrug 75,3 Meter, das sind 10,9 m mehr als bei einer Boeing 747-400.
Auf der Flügeloberfläche waren fast 66.000 Hochleistungs-Solarzellen der Firma SunPower mit einem Wirkungsgrad von 22 Prozent montiert, die bei voller Sonneneinstrahlung 30 kW elektrische Leistung zur Verfügung stellten. Der Preis der verwendeten Solarzellen lag bei knapp 9 Millionen Dollar. Die Fluggeschwindigkeit betrug etwa 30 bis 50 km/h.
Helios stürzte am 26. Juni 2003 bei Hawaii in den Pazifik. Als Absturzursache wird von der NASA ein Problem mit der Steuerung des Flugzeugs und daraus resultierenden strukturellen Schäden angegeben.
Technische Daten:
- Spannweite: 75,3 m
- Länge: 3,7 m
- Masse: 600 bis 929 kg
- Geschwindigkeit: etwa 30 bis 43 km/h (19–27 mph), 274 km/h oder 170 mph auf Gipfelhöhe
- Antrieb: 14 Elektromotoren mit je maximal 1,5 kW

### Solair

#### Solair I
Solair I ist ein deutsches Solarflugzeugprojekt von 1980, basierend auf dem Serien-Flugzeug Canard 2FL. Es wurde von Günther Rochelt entworfen und konstruiert.

#### Solair II
Solair II, Nachfolger von Solair I, begann als Projekt im Jahre 1996 und hatte zum Ziel, ein Solarflugzeug zu entwickeln und zu bauen, das einen höheren Gebrauchswert gegenüber dem Vorgänger besitzt. Dabei orientierte man sich am Segelflugzeugbau. Solair II besitzt ein V-Heckleitwerk, an dessen Flossenspitze je ein Propeller für Vortrieb sorgt. Das Flugzeug wurde in Halbschalen-Sandwichbauweise mit Wabenkernen gefertigt. Es ist mit aufgeladenen Akkus eigenstartfähig. Für den Geradeausflug werden 755 Watt Antriebsleistung benötigt.
- Flugzeug
  - Spannweite: 20,00 m, Flügelfläche: 17,00 m², Rumpflänge: 6,12 m
  - Rüstmasse: 140 kg
  - Maximale Flugmasse (MTOW): 230 kg
- Solargenerator
  - Solarzellen: 13,44 m² monokristalline Siliziumzellen
  - maximaler Wirkungsgrad: 17,3 %
  - maximale Leistung (Strahlung 500 W/m²): 1163 W
- Antrieb
  - Entwickler: Karl Friedel
  - 2 × Permanent-Magnet Gleichstrommotor mit Druckpropeller (1,46 m Durchmesser) im Leitwerk
  - Nennspannung: je 30 V (Motoren in Reihe geschaltet)
  - maximale Leistung: 2 × 4500 W
  - nach einer Modifizierung wurden 2 × 4 kW-Motoren mit 2-Blatt-Faltpropellern (2 m Durchmesser) mit Blattverstellung eingesetzt
- Batterien
  - Batterie-Typ: 54 Zellen in Reihe, 2–4 Akkupacks parallel, Nennspannung: 65 V
  - Kapazität: max. 4 × 5,2 Ah = 20,8 Ah, speicherbare Energie: max. 1352 Wh

### SolarWorld eOne (Elektra One Solar)

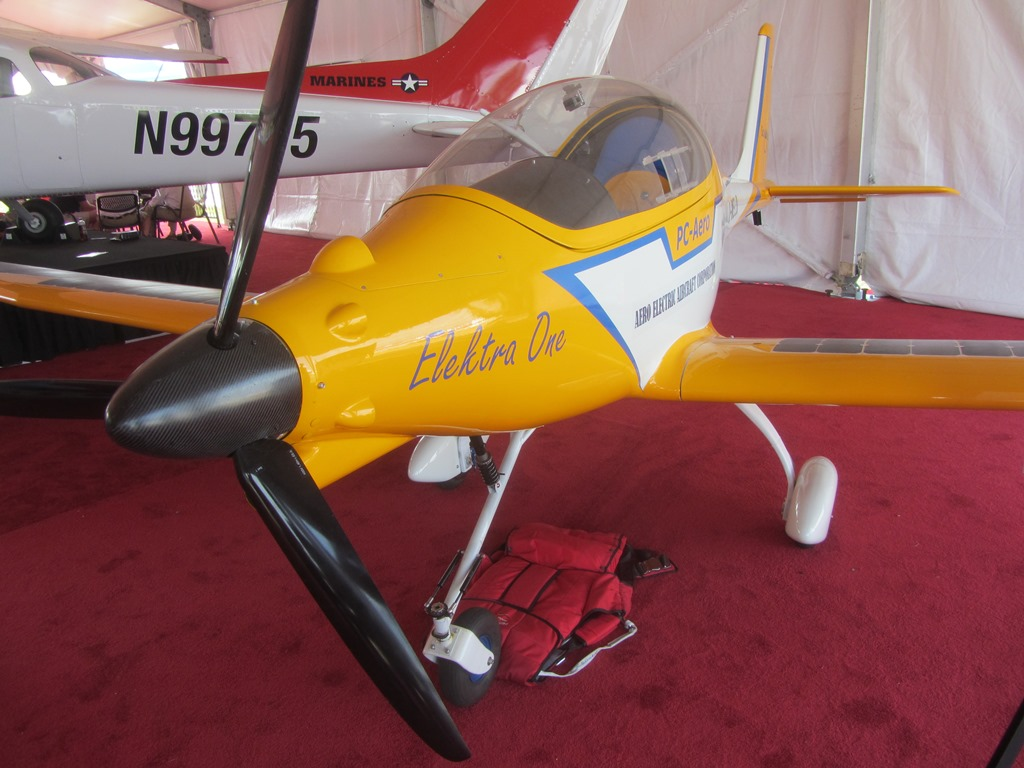
Elektra One Solar in Bugradversion, die Einradversion flog nach Venedig 2015

Im Sommer 2015 gelang die erste Überquerung der Alpen im Rahmen eines Kooperationsprojektes von SolarWorld und PC-Aero GmbH. Das Leergewicht ohne Batterien beträgt 120 kg, die Batterien mit einer Leistung von 11 kW machen mit 80 kg einen erheblichen Teil der Masse aus. Als Nutzlast waren 100 kg möglich.

### SolarStratos (Elektra Two Solar)

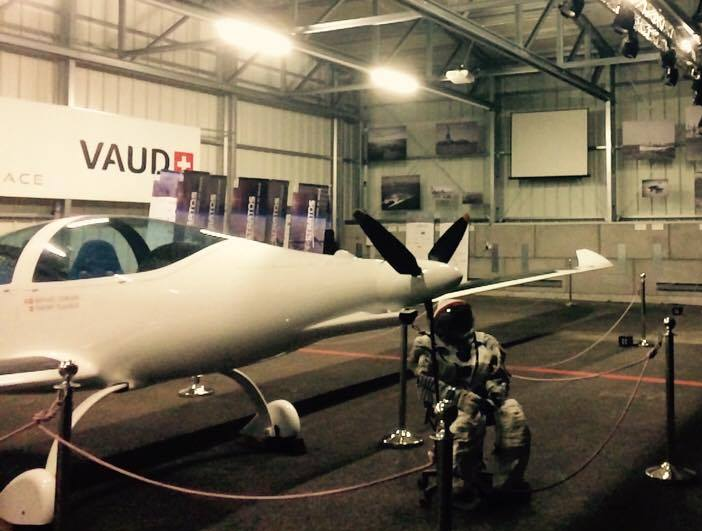
SolarStratos

Im Mai 2017 startete der zweisitzige SolarStratos zu seinem Jungfernflug. Er basiert auf der Konstruktion Elektra-Two-Solar von Calin Gologan und ist aufgrund seiner Solarzellen in der Lage, lange in großen Höhen zu fliegen. Die 2020 bereits erreichte Höhe lag bei 10 km. Weitere Stratosphärenflüge bis 20 km sollen folgen.

### Solar Impulse

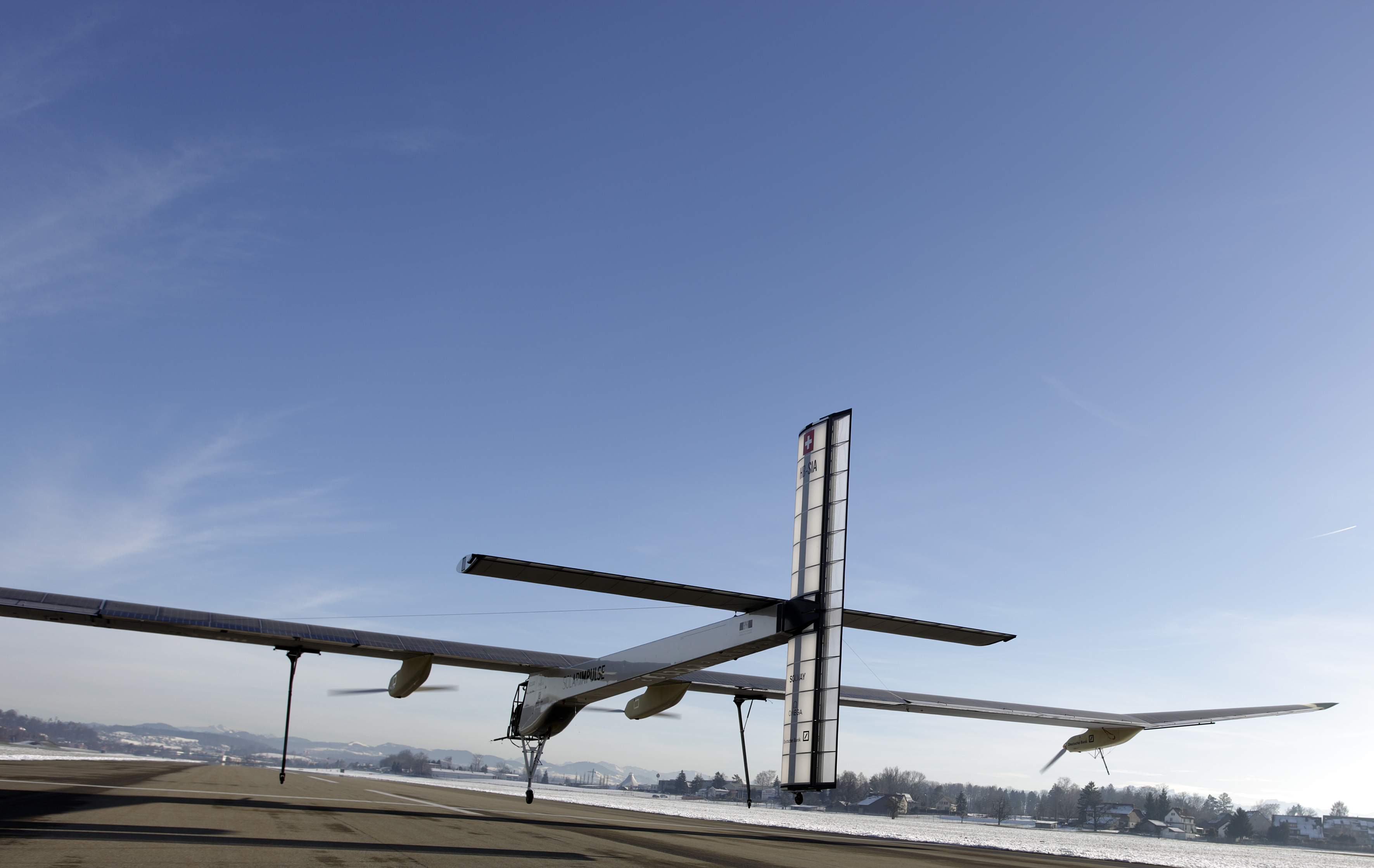
Der Prototyp Solar Impulse HB-SIA bei den ersten Flugversuchen am 3. Dezember 2009 in Dübendorf

Die Solar Impulse des Schweizers Bertrand Piccard und der École Polytechnique Fédérale de Lausanne (EPFL) hat 2016 als erstes Solarflugzeug eine komplette Weltumrundung geschafft. Es ist das erste Solarflugzeug, das auch über Nacht fliegt.
Das Solarflugzeug „Solar Impulse“ absolvierte am 7. April 2010 seinen ersten Testflug. Der von Pilot Markus Scherdel gesteuerte Flug fand rund um den Militärflugplatz Payerne im schweizerischen Kanton Waadt statt.
Am 8. Juli 2010 gelang der erste Nachtflug. „Solar Impulse“ HB-SIA landete nach einem mehr als 24-stündigen Nonstop-Flug auf dem Militärflugplatz von Payerne, von wo aus das Flugzeug tags zuvor gestartet war.
Am 13. Mai 2011 schließlich gelang ein internationaler Solarflug von Payerne nach Brüssel mit einer Flugdauer von 13 Stunden.
Mit der „Solar Impulse“ gelang am 5. Juni 2012 mit einem 18-stündigen Flug von Madrid in Spanien nach Rabat in Marokko der erste Interkontinentalflug eines mit Solarenergie betriebenen Flugzeuges.

### Zephyr S
Zephyr S ist ein von Airbus konstruiertes Solarflugzeug, das bei einer Spannweite von 25 Metern ein Gewicht von 75 kg aufweist. Zu seinem Jungfernflug hob das Flugzeug am 11. Juli 2018 ab und beendete ihn nach fast 26 Tagen in der Luft, wobei Zephyr S gleich bei seinem ersten Einsatz einen neuen Dauerrekord aufstellte. Geplant ist, das Flugzeug in Serie herzustellen. Eingesetzt werden soll es zunächst für Kommunikationszwecke, um als Relaisstation auch in entlegenen Gebieten für Internet zu sorgen. Darüber hinaus könne das Flugzeug laut Airbus auch als Unterstützung beim Katastrophenmanagement, zur Früherkennung von Waldbränden, zur Entdeckung von Ölteppichen auf dem Meer, für die Grenzüberwachung und für weitere Aufgaben genutzt werden. Diese Aufgaben könne es günstiger erfüllen als Satelliten, zugleich sei es flexibler und liefere schärfere Bilder.

### Phasa-35
Die in der Entwicklung befindliche solargetriebene Drohne Phasa-35 der BAE Systems-Tochtergesellschaft Prismatic soll sich autonom fortbewegen, eine Nutzlast von 15 Kilogramm tragen und bis zu einem Jahr in der Luft bleiben können. Als kostengünstige Alternative zu Satelliten wären Beispiele einer möglichen Nutzlast Überwachungskameras, Sensoren oder Mobilfunkrelais. Die Drohne hat eine Spannweite von 35 Metern, erreicht Geschwindigkeiten von 93 bis 145 km/h und soll in Stratosphärenhöhe, also 15 bis 21 Kilometer Höhe fliegen.
Zunächst sollte die Drohne schon für Juni 2018 verfügbar sein. Im Februar 2020 hatte sie ihren Erstflug in Woomera, Australien. Im Sommer 2023 wurde die Phasa-35 zum ersten Mal auf über 66.000 Fuß (über 20 km) und damit in der Stratosphäre eingesetzt.